# Merica
Merica je stará slovenská jednotka objemu užívaná pro sypké látky. Pro kapaliny byla používána jednotka podobné a později i stejné velikosti okov.

## přepočet
- do roku 1551 činila jedna merica 54,3 litru
- od roku 1551 do roku 1784 jedna merica obsahovala 62,39 litru
- v roce 1848 bylo uzákoněno sjednocení s jednotkou okov
  - jedna merica = 1 okov = 53,33 litru = 64 holb

## Podobné jednotky
- měřice

## Použitý zdroj
- Malý slovník jednotek měření, vydalo nakladatelství Mladá fronta v roce 1982, katalogové číslo 23-065-82